# Sally Kellerman

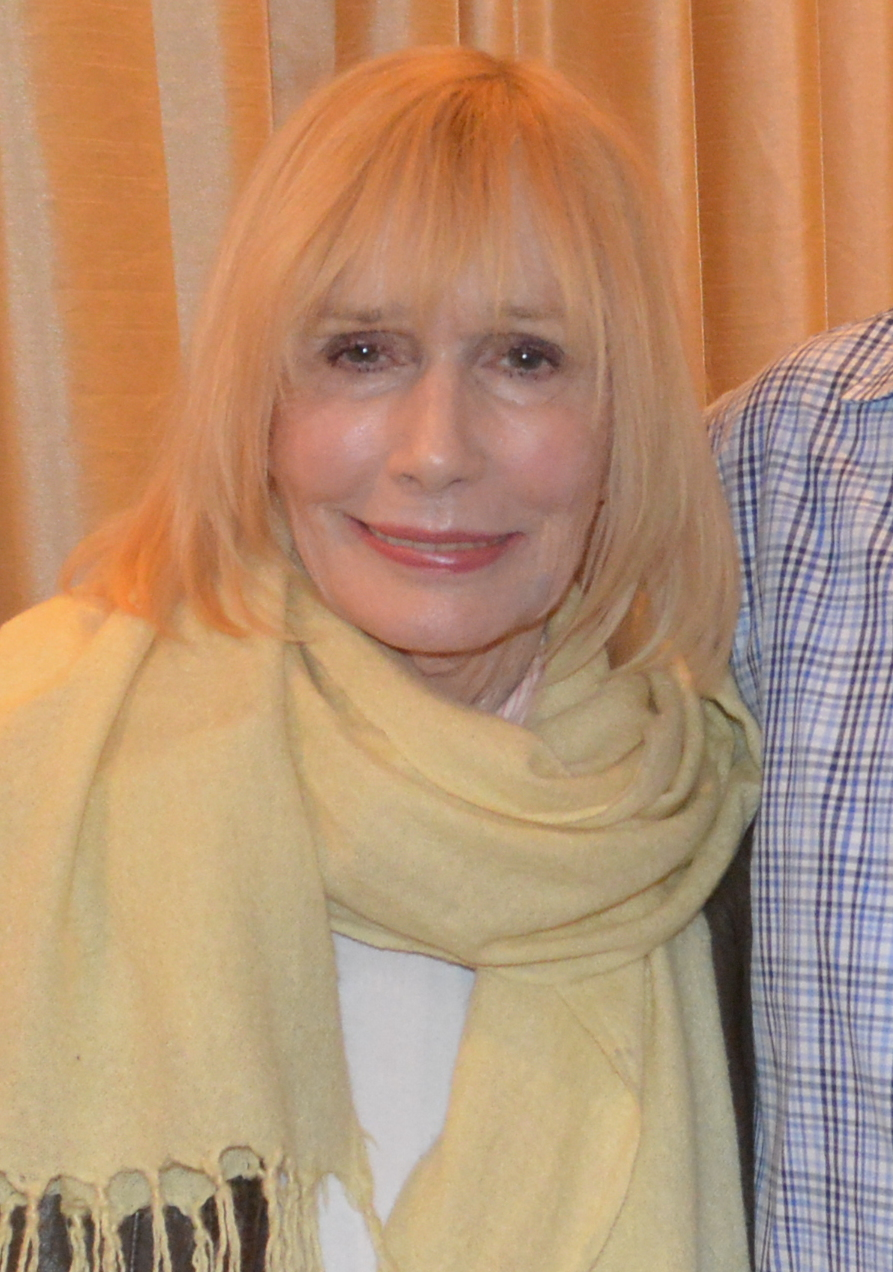
Sally Kellerman (2014)

Sally Claire Kellerman (* 2. Juni 1937 in Long Beach, Kalifornien; † 24. Februar 2022 in Woodland Hills, Los Angeles, Kalifornien) war eine US-amerikanische Schauspielerin.

## Leben und Karriere
Kellerman wurde 1937 als Tochter des Geschäftsmanns John Helm Kellerman und der Klavierlehrerin Edith Kellerman in Long Beach, Kalifornien, geboren. Sie besuchte die Hollywood High School und studierte am Los Angeles City College. Später lernte sie Schauspielkunst am New Yorker Actors Studio. Im Alter von 18 Jahren wurde ihr als Sängerin ein Vertrag mit Verve Records angeboten, den sie jedoch ablehnte.
Kellerman debütierte im Filmdrama Reform School Girl aus dem Jahr 1957. In der dritten Folge von Raumschiff Enterprise unter dem Titel Die Spitze des Eisberges hatte sie 1966 einen Gastauftritt als Psychiaterin Dr. Elizabeth Dehner. In der Filmkomödie MASH (1970) spielte sie als Major Margaret „Hot Lips“ O’Houlihan ihre bekannteste Rolle, für die sie im Jahr 1971 für den Oscar und den Golden Globe Award als beste Nebendarstellerin nominiert war und den Golden Laurel und den Kansas City Film Critics Circle Award gewann. Im selben Jahr spielte sie in der Tragikomödie Nur Fliegen ist schöner (1970), wie MASH unter der Regie von Robert Altman gedreht, eine der Hauptrollen.
In den 1970er-Jahren folgten weitere größere Kinorollen in Filmen wie Der verlorene Horizont, Die haarsträubende Reise in einem verrückten Bus und Ich liebe dich – I Love You – Je t’aime. 1978 spielte sie in der Fernsehminiserie Colorado Saga die Rolle der Lise Bockweiss. Im Filmdrama Jeanies Clique (1980) übernahm sie die Rolle von Mary, der Mutter der von Jodie Foster gespielten Jeanie. In der Komödie It Rained All Night the Day I Left (1980) spielte Kellerman an der Seite von Tony Curtis und wurde dafür 1980 für den Genie Award nominiert. Für ihre Rolle in Robert Altmans Komödie Prêt-à-Porter (1994) erhielt sie 1994 als Teil des Schauspielerensembles den National Board of Review Award. Anschließend spielte sie vorwiegend in US-Fernsehserien. Sie betätigte sich auch als Sängerin, sie trat etwa gemeinsam mit Corky Hale auf. 1972 veröffentlichte sie ihr erstes Album Roll With the Feelin’, dem mit Sally im Jahr 2009 ein zweites folgte.

### Privates

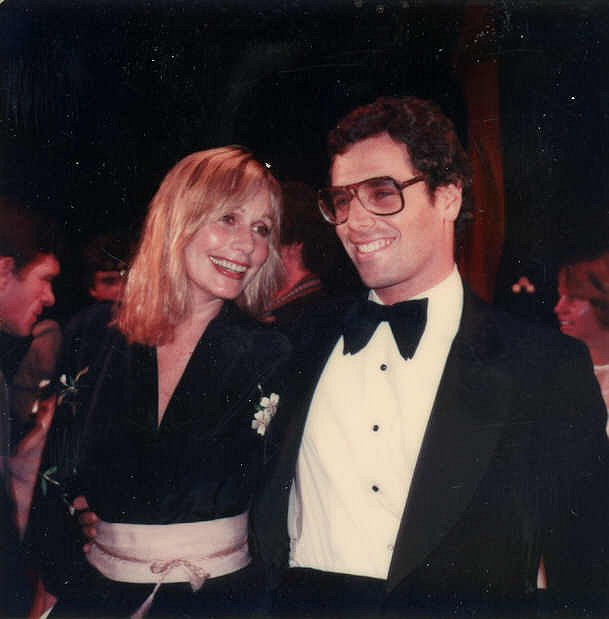
Kellerman mit ihrem späteren Ehemann Jonathan D. Krane bei der Premiere von The Rose (1979)

Im Dezember 1970 heiratete Kellerman den Filmproduzenten Rick Edelstein, 1972 folgte die Scheidung. Danach war sie zeitweilig mit dem Musiker Mark Farner zusammen, der später den Popsong Sally (1976) über sie schrieb.
1967 outete sich Kellermans Schwester Diana als lesbisch und verließ ihren Ehemann Ian Graham. Als sie mit ihrer Lebensgefährtin nach Paris zog, brach der Kontakt zu ihrer und Grahams gemeinsamer Tochter ab. Da sich Ian Graham bald darauf gesundheitlich nicht mehr um seine Tochter kümmern konnte, adoptierte Sally Kellerman am 30. Januar 1976 ihre Nichte. Am 10. April 1976 starb Ian Graham.
Am 11. Mai 1980 heiratete Sally Kellerman den 15 Jahre jüngeren Drehbuchautor Jonathan D. Krane (1952–2016). Im Mai 1987 adoptierte Krane Kellermans Nichte, und zwei Jahre darauf zusammen mit ihr neugeborene Zwillinge. Krane hatte Ende der 1990er-Jahre eine Affäre mit der Schauspielerin Nastassja Kinski. Dennoch blieb Sally Kellerman mit ihm bis zu dessen Tod am 1. August 2016 verheiratet. Am 22. Oktober 2016 starb ihre Adoptivtochter Hannah 27-jährig an einer Überdosis Drogen.
Sally Kellerman starb am 24. Februar 2022 im Alter von 84 Jahren an Herzversagen. Zuvor war sie an Demenz erkrankt.

## Filmografie (Auswahl)
- 1957: Reform School Girl
- 1962: Hands of a Stranger
- 1965: Der dritte Tag (The Third Day)
- 1966, 1970: Bonanza (Fernsehserie, zwei Folgen)
- 1966: Raumschiff Enterprise (Star Trek, Fernsehserie, Folge Die Spitze des Eisberges)
- 1968: Der Frauenmörder von Boston (The Boston Strangler)
- 1969: Ein Frosch in Manhattan (The April Fools)
- 1970: MASH
- 1970: Nur Fliegen ist schöner (Brewster McCloud)
- 1973: Schleuderpartie (Slither)
- 1973: Der verlorene Horizont (Lost Horizon)
- 1975: Rafferty und die wilden Mädchen (Rafferty and the Gold Dust Twins)
- 1976: Die haarsträubende Reise in einem verrückten Bus (The Big Bus)
- 1976: Welcome to L.A.
- 1978–1979: Colorado Saga (Centennial, Miniserie, zwölf Folgen)
- 1979: Ich liebe dich – I Love You – Je t’aime (A Little Romance)
- 1980: Jeanies Clique (Foxes)
- 1980: Zwei Gauner in der Wüste (It Rained All Night the Day I Left)
- 1980: Head On
- 1985: Traffic School – Die Blech- und Dachschaden-Kompanie (Moving Violations)
- 1986: Mach’s noch mal, Dad (Back to School)
- 1986: That’s Life! – So ist das Leben (That’s Life!)
- 1987: Drei auf dem Highway – Three for the Road (Three for the Road)
- 1988: Man(n) hat’s nicht leicht (You Can’t Hurry Love)
- 1989: Wir ziehen dem Chef eins über (All’s Fair)
- 1989: Limit Up – Zum Teufel mit den Kohlen (Limit Up)
- 1991: Der Preis der Schönheit (Drop Dead Gorgeous, Fernsehfilm)
- 1992: The Player
- 1993: Mask of Murder 2 (Doppelgänger) (Doppelganger)
- 1994: Prêt-à-Porter
- 1994, 1998: Diagnose: Mord (Diagnosis Murder, Fernsehserie, zwei Folgen)
- 1997: The Maze
- 1998: Columbo: Das Aschenpuzzle (Ashes to Ashes, Fernsehreihe)
- 2001: Women of the Night
- 2004: Open House
- 2007: A Modern Twain Story: The Prince and the Pauper
- 2011: Night Club
- 2011: 90210 (Fernsehserie, zwei Folgen)
- 2011: Chemistry (Fernsehserie, 13 Folgen)
- 2014: A Place for Heroes
- 2014–2015: Schatten der Leidenschaft (The Young and the Restless; Fernsehserie, zehn Folgen)
- 2016–2017: Decker (Fernsehserie, sieben Folgen)